# Elementarladung
Die Elementarladung (Symbol: {\displaystyle e}) ist die kleinste frei existierende elektrische Ladungsmenge. Die Ladung freier Teilchen und von Materiemengen beträgt entweder Null oder ein ganzzahliges (positives oder negatives) Vielfaches von {\displaystyle e}. So besitzen zum Beispiel das Elektron und das Myon die Ladung {\displaystyle -e}, ein Proton und ein Positron besitzen die Ladung {\displaystyle +e}. Die Quarks des Standardmodells besitzen zwar Ladungen von {\displaystyle -{\tfrac {1}{3}}e} oder {\displaystyle +{\tfrac {2}{3}}e}, kommen aber nicht als freie Teilchen vor (siehe  Confinement).
Die Elementarladung ist eine Naturkonstante. Ihr Wert ist maßgeblich für die Stärke der elektromagnetischen Wechselwirkung, siehe Feinstrukturkonstante. 

## Wert
Der Wert der Elementarladung beträgt
{\displaystyle e=1{,}602\,176\,634\cdot 10^{-19}\,\mathrm {C} \,}.
Dieser Wert gilt exakt, weil die Maßeinheit „Coulomb“ seit 2019 dadurch definiert ist, dass der Elementarladung dieser Wert zugewiesen wurde. Zuvor war das Coulomb anders definiert, und {\displaystyle e} war eine experimentell zu bestimmende Größe.

## Zusammenhang mit anderen Größen
Durch Multiplikation der Elementarladung mit der Avogadro-Konstante ergibt sich die Faraday-Konstante, die in der Elektrochemie eine Rolle spielt.
{\displaystyle F=N_{\mathrm {A} }\cdot e\approx 96\,485\,{\frac {\mathrm {C} }{\mathrm {mol} }}.}
In der Atom-, Kern- und Teilchenphysik werden Energien häufig in der Einheit Elektronenvolt (eV, amtlich „Elektronvolt“) angegeben. Ein Elektronenvolt ist die Energie, die eine Elementarladung (z. B. ein Elektron) beim Durchlaufen einer Beschleunigungsspannung von 1 Volt erhält. Es gilt die Umrechnung:
{\displaystyle 1\,\mathrm {eV} =e\cdot 1\,\mathrm {V} \approx 1{,}602\cdot 10^{-19}\,\mathrm {J} .}

## Wert in natürlichen Einheiten
Die Elementarladung gehört nicht zu den Konstanten, die in den natürlichen Einheiten der Teilchenphysik auf 1 gesetzt werden können. Da in diesem System die Konstanten Lichtgeschwindigkeit, reduzierte Planck-Konstante und elektrische Feldkonstante gleich Eins gesetzt werden, {\displaystyle c=\hbar =\varepsilon _{0}=1}, und die Feinstrukturkonstante {\displaystyle \alpha } als dimensionslose Größe unabhängig vom verwendeten Einheitensystem ist, ist die Elementarladung durch
{\displaystyle \alpha ={\frac {e^{2}}{4\pi \varepsilon _{0}\hbar c}}\;\Leftrightarrow \;e={\sqrt {4\pi \alpha \varepsilon _{0}\hbar c}}}
eindeutig bestimmt. Man erhält dann den Eichkopplungsparameter
{\displaystyle e={\sqrt {4\pi \alpha }}=0{,}302\,822\,12\ldots }

## Geschichte
Dass die Ladung eine feste kleinste Einheit hat, wurde im 19. Jahrhundert aufgrund elektrochemischer Reaktionen vermutet (Faradaysche Gesetze). Nachdem Josef Loschmidt 1865 erstmals die Größe von Luftmolekülen bestimmt hatte, woraus die Avogadro-Konstante abgeleitet werden konnte, gab George Johnstone Stoney 1874 eine erste Abschätzung für die Elementarladung, die um einen Faktor 16 niedriger war als der heutige Wert. J. J. Thomson ermittelte 1898 den Wert von 6.3e-10 esE, entsprechend 2.1e-19 C.
Erheblich genauer wurde die Größe der Elementarladung im Jahr 1910 von den Physikern Robert Millikan und Harvey Fletcher mit dem nach Millikan benannten Öltröpfchenversuch bestimmt. Unter anderem für diese Arbeit erhielt Millikan 1923 den Nobelpreis.